# Turkmenische Staatsuniversität
Die Turkmenische Magtymguly-Staatsuniversität (turkmenisch Magtymguly adyndaky Türkmen döwlet uniwersiteti, russisch Туркменский государственный университет им. Магтымгулы) ist die größte und bedeutendste Universität in Turkmenistan. Sie wurde 1950 in der Hauptstadt Aşgabat gegründet, als das Land noch ein Teil der Sowjetunion war. Die Universität besteht heute aus sechs Fakultäten und ist nach dem turkmenischen Poeten des 18. Jahrhunderts Magtymguly Pyragy benannt. Die Vorlesungen finden in der Regel auf Turkmenisch und Russisch statt.

## Bekannte ehemalige Studenten und Dozenten
- Öwezgeldi Ataýew, Politiker
- Batyr Berdiýew, Politiker
- Gurban Berdiýew, Fußballspieler und -trainer
- Ljudmila Chodschaschwili, Politikerin und Professorin
- Aman Kekilow, Schriftsteller
- Boris Kramarenko, Ringer
- Raşit Meredow, Politiker
- Waleri Nepomnjaschtschi, Fußballspieler und -trainer
- Hudaýberdi Orazow, Politiker